# Sebastià Ginart i Ginard
Sebastià Ginart i Ginart va néixer a Felanitx (Mallorca) l'any 1938. L'any 1954, quan tenia 16 anys va començar a treballar de conserge al Banc de Bilbao. El 1961 es va incorporar al Banc de Santander, on va ocupar el càrrec d'apoderat des de 1971 fins al 1984. Entre els anys 1984 i 1987 va treballar de Gerent de Premsa Nova Societat Anònima i a partir de 1987 a d'Hora Nova Societat Anònima. La revista setmanal Brisas i la Gran Enciclopèdia de Mallorca es varen crear durant la seva administració. També es va posar el color a Diari de Balears i Última Hora. Va morir a Palma el dia 2 de setembre de 2016